# Xuyong
Xuyong, tidigare stavat Süyung, är ett härad som lyder under Luzhous stad på prefekturnivå i Sichuan-provinsen i sydvästra Kina.